# America (Ron)
(Ron, America)
America è un brano musicale del cantante italiano Ron. È il secondo singolo estratto dall'album Un abbraccio unico del 2014, trasmesso in radio dal 9 maggio 2014.

## Il brano
Il testo del brano, scritto dall'amico e celebre collega Lucio Dalla nel 1992, racconta del malessere interiore provato dallo stesso Ron in quel periodo. Il cantautore di Garlasco ne racconta così la genesi:
(Ron in un'intervista rilasciata per Earone.it)
America, firmata da Ron per la parte musicale, si connota di atmosfere sonore di ampio respiro internazionale.
Il testo del brano non fa nessun riferimento al continente americano, ma si tratta di un titolo provvisorio deciso dallo stesso Lucio Dalla al momento della stesura in quanto ancora non era stato stabilito un testo definitivo. Ron, pubblicando il pezzo a ben 22 anni di distanza, ha deciso di mantenere inalterata la scelta del compianto artista bolognese.

## Il video
Il videoclip, caricato il 14 maggio 2014 sul canale ufficiale YouTube della casa discografica Warner Music Italy, è stato diretto dal regista vicentino Marco Donazzan e girato a Vigevano nei locali del Teatro Cagnoni, sede della scuola di musica Una città per cantare fondata dallo stesso Ron nel 2010.